# Aerosucre Flight 157
Aerosucre Flight 157 var ett fraktflyg som störtade 16 km väster om Germán Olano Airport i Colombia den 20 december 2016. Vid starten kolliderade flygplanet med staketet vid slutet av startbanan. Planet kom inte upp i normal flyghöjd, utan havererade i en regnskog. Fem av de sex ombord omkom. Den enda överlevande var en person i lastrummet.

## Fotnoter
1. ↑   Arkiverad 13 januari 2017 hämtat från the Wayback Machine. Boeing 727 Crash in Colombia (december 2016)